# Leo Geyr von Schweppenburg
Baron Leo Geyr von Schweppenburg, nemški general, * 2. marec 1886, † 27. januar 1974.